# Вальмюллер, Карл
Карл Вальмюллер (нем. Karl Wahlmüller; 22 октября 1913, Линц, Цислейтания — 16 февраля 1944, Тойла, Ида-Вирумаа) — австрийский футболист, полузащитник. Серебряный призёр летних Олимпийских игр 1936 года.

## Биография
Карл Вальмюллер родился 22 октября 1913 года в австро-венгерском городе Линц (сейчас в Австрии).
Играл в футбол на позиции полузащитника. В 1936 году выступал за «Урфар-1912» из Линца в любительской лиге Верхней Австрии, позже защищал цвета «Адлерхорст-Вайса».
В 1936 году вошёл в состав сборной Австрии по футболу на летних Олимпийских играх в Берлине и завоевал серебряную медаль. Играл на позиции полузащитника, провёл 4 матча, мячей не забивал.
Поскольку до Олимпиады Вальмюллер не играл за сборную Австрии, дебютным для него стал поединок 5 августа 1936 года в Берлине против Египта (3:1).
Участвовал во Второй мировой войне на стороне Третьего рейха.
Погиб 16 февраля 1944 года в посёлке Тойла (сейчас в Эстонии).

## Достижения

### Командные
Сборная Австрии
- Серебряный призёр летних Олимпийских игр (1): 1936.